# Juan Guillermo Castillo
Juan Guillermo Castillo (Montevideo, 17 april 1978) is een profvoetballer uit Uruguay. Hij speelt als doelman en staat sinds 2011 onder contract bij Colo-Colo. Castillo maakt deel uit van de nationale selectie van Uruguay. Hij is tweede keuze achter Fernando Muslera.

## Interlandcarrière
Castillo maakte zijn debuut voor Uruguay op 12 september 2007 in de vriendschappelijke uitwedstrijd tegen Zuid-Afrika (0-0) in Johannesburg. Bondscoach Oscar Tabárez liet in de 53ste interland onder zijn leiding drie andere debutanten opdraven: Pablo Álvarez (Reggina Calcio), Martín Cáceres (RC Recreativo de Huelva) en Leandro Ezquerra (CA River Plate Montevideo). Castillo nam met Uruguay deel aan het WK voetbal 2010 in Zuid-Afrika, waar de ploeg eindigde op de vierde plaats. In 2011 won hij met zijn vaderland de Copa América, het kampioenschap van Zuid-Amerika.

## Erelijst
Uruguay
- Copa América

2011